# Isiah Pacheco
Isiah Pacheco (Vineland, 2 marzo 1999) è un giocatore di football americano statunitense che milita nel ruolo di running back per i Kansas City Chiefs della National Football League (NFL).

## Carriera

### Kansas City Chiefs
Pacheco fu scelto nel corso del settimo giro (251º assoluto) assoluto nel Draft NFL 2022 dai Kansas City Chiefs. Debuttò nel primo turno contro gli Arizona Cardinals andando subito a segno con un touchdown su corsa da 3 yard. Nella settimana 7 disputò la prima partita come titolare contro i San Francisco 49ers. Nella settimana 11 contro i Los Angeles Chargers corse un massimo stagionale di 107 yard. La sua stagione regolare si chiuse con un record per un running back rookie scelto nel settimo giro con 960 yard dalla linea di scrimmage (830 su corsa e 130 su ricezione), con 5 marcature su ricezione. Nel divisional round dei playoff guidò la squadra con 95 yard corse nella vittoria sui Jacksonville Jaguars. Il 12 febbraio 2023 nel Super Bowl LVII vinto contro i Philadelphia Eagles per 38-35, Pacheco guidò i Chiefs con 76 yard corse e un touchdown, conquistando il suo primo titolo.
Nel quarto turno della stagione 2023, Pacheco fece registrare i nuovi primati personali in yard corse (115) e ricevute (43), incluso un touchdown dopo una corsa da 48 yard nel primo quarto, nella vittoria sui New York Jets. A fine anno vinse il secondo Super Bowl consecutivo.
Nel primo turno della stagione 2024, Pacheco guidò i Chiefs con 45 yard corse e un touchdown nella vittoria sui Baltimore Ravens.

## Palmarès
- Super Bowl : 2

Kansas City Chiefs: LVII, LVIII
- American Football Conference Championship: 3

Kansas City Chiefs: 2022, 2023, 2024